# Сулём (село)
Сулём — село в Свердловской области России. Входит в городской округ город Нижний Тагил.

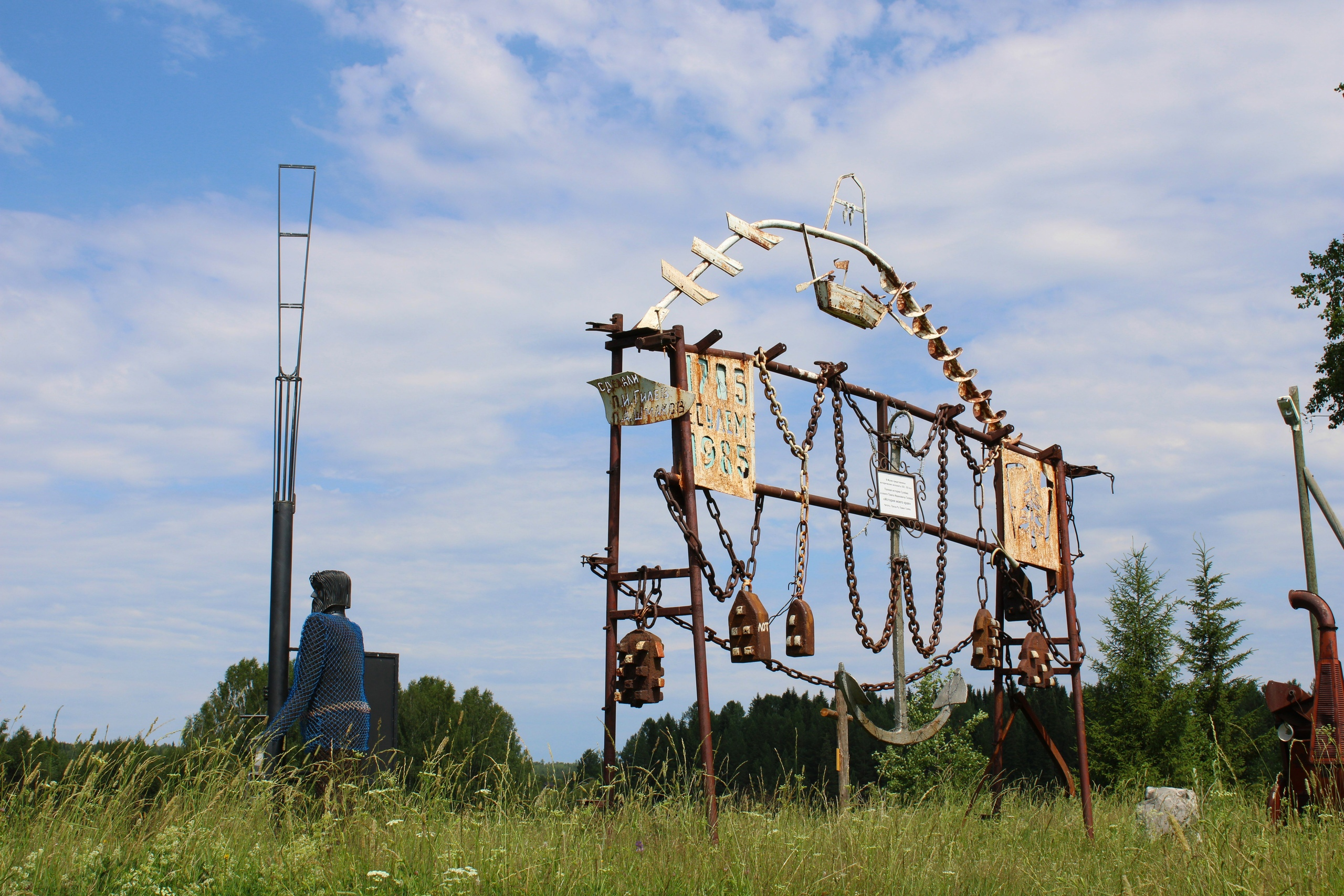

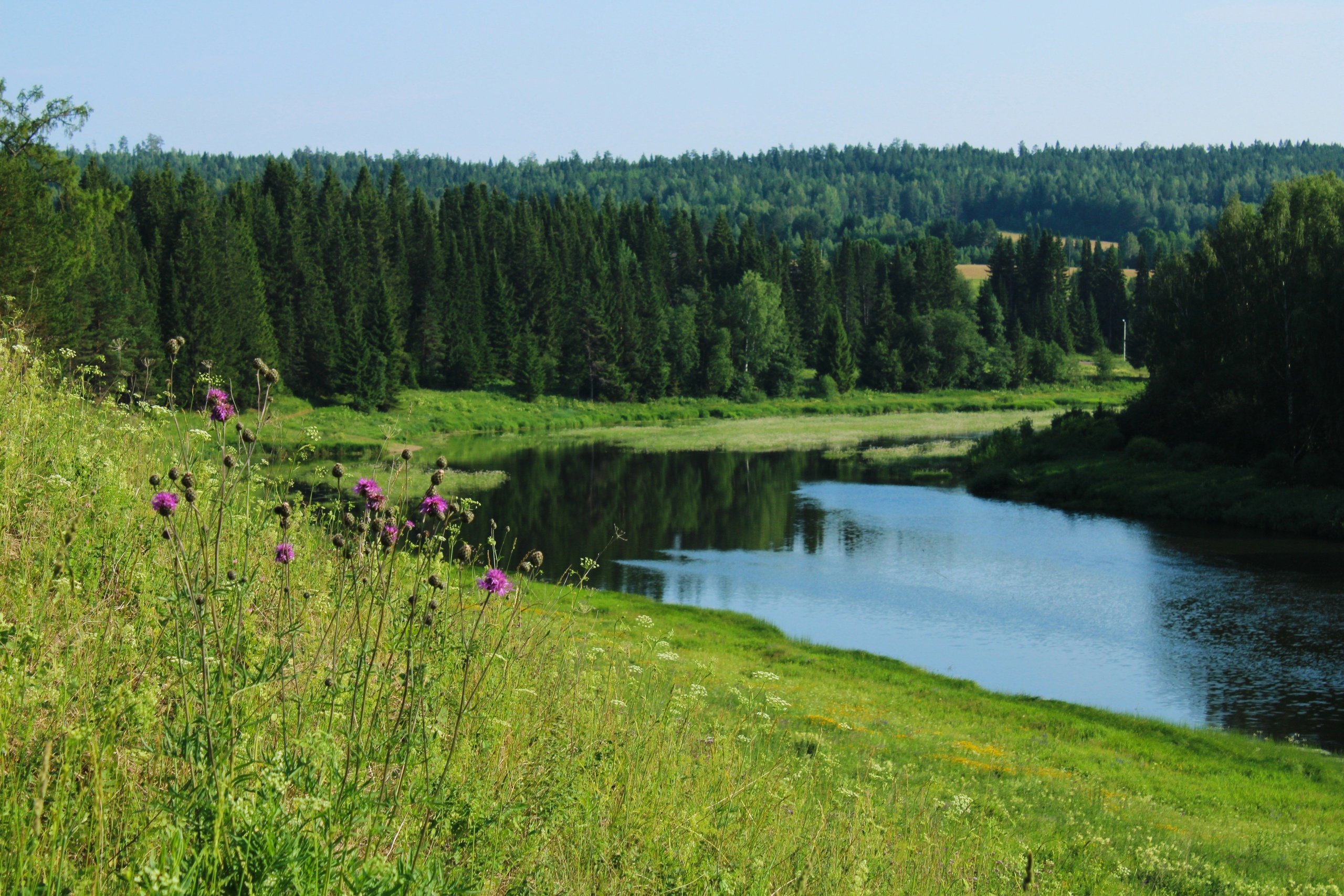

## География
Село расположено в глухой лесистой местности среди хребтов Среднего Урала по обоим берегам реки Чусовой на изгибе реки, при впадении в неё реки Сулём, в в 62 км на юго-запад от Нижнего Тагила (по автодороге — 88 км). Находится на территории природного парка «Река Чусовая». В окрестностях Сулёма на реке Чусовой есть многочисленные скалы, в частности примечательны Камень Тюрик и Камень Пленичный.

## История
Село было основано Демидовыми на правом берегу реки Чусовой в 1735 году как пристань для сплава продукции Невьянского чугунолитейного и железоделательного завода. Позднее, в связи со строительством железных дорог сплав железных караванов прекратился.
Население Сулёма рубило лес, жгло уголь, строило барки и сплавляло лес по Чусовой. В 1950 году колхозы смежных деревень Сулём, Илим, Волегово объединились в колхоз «Победа», который был реорганизован в 1958 году в подсобное хозяйство треста «Тагилстрой», а в 1968 году — в отделение совхоза «Висимский», позже он был ликвидирован.

## Население
| 2002 | 2010 |
| ---- | ---- |
| 137  | ↘68  |

По данным переписи 2002 года национальный состав следующий: русские — 98 %. По данным переписи 2010 года в селе было: мужчин — 34, женщин — 34.

## Музей
На берегу реки Чусовой в Сулёме есть музей-экспозиция под открытым небом, созданная местным жителем Павлом Гилёвым, который собрал богатую экспозицию предметов старины — продукцию уральских железоделательных заводов, орудия труда, фрагменты плотин, механизмов, якоря и прочее.

## Промышленность
СОБНПСЗ «Вымпел».